# Evangelische Kirche (Vejprty)

Evangelische Kirche Weipert

Die Evangelische Kirche war ein Kirchengebäude in Vejprty (deutsch Weipert) im Ústecký kraj in Tschechien. Die 1905 errichtete Kirche wurde 1982 gesprengt.

## Geschichte

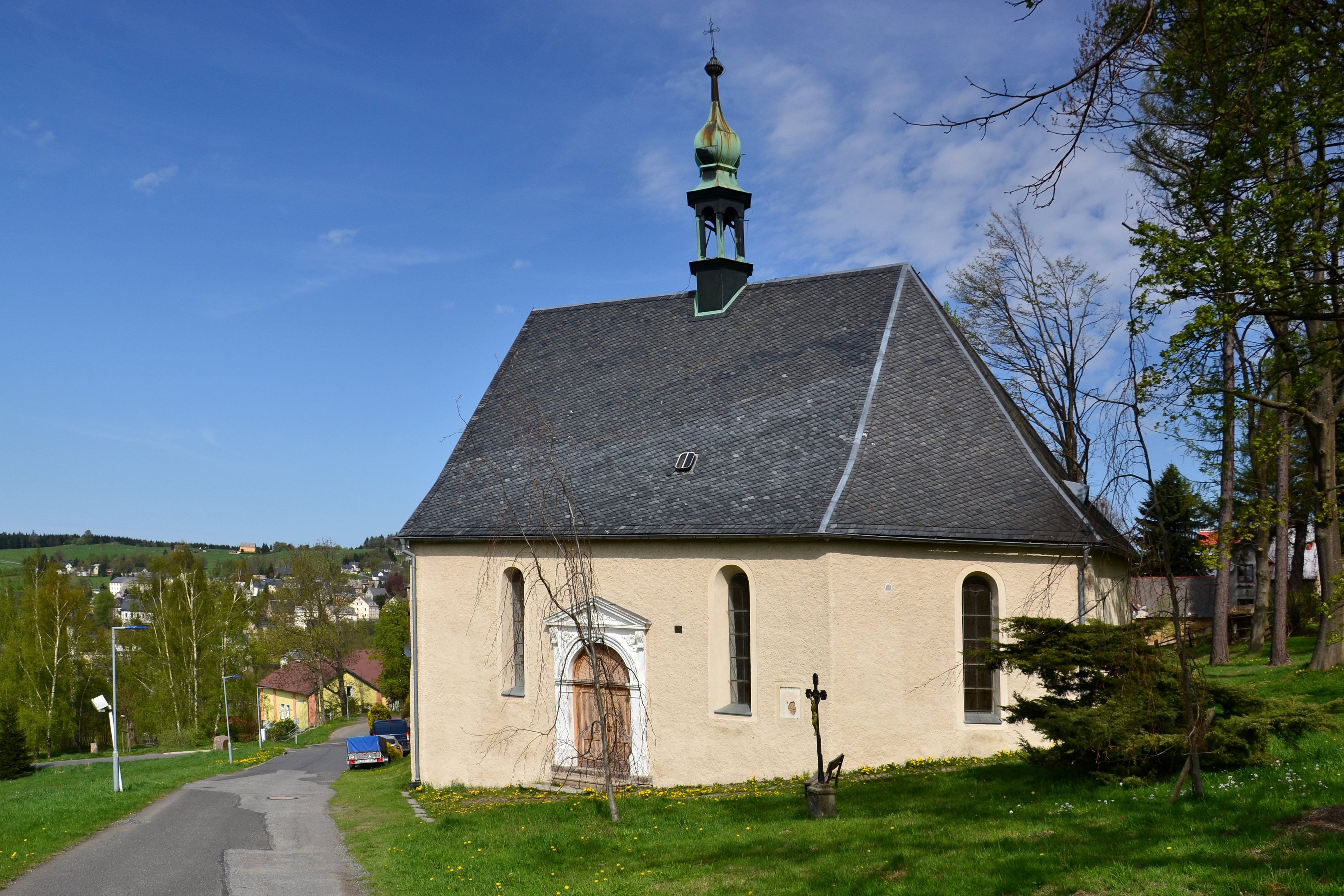
Martinskirche Weipert

Bereits 1529 hatte sich der Ort Weipert der Reformation angeschlossen, seine Kirche wurde auch von den Protestanten im benachbarten Bärenstein (Erzgebirge) in Sachsen besucht. Die Intensivierung des Erzabbaus erlaubte 1551 den Neubau der evangelischen Pfarrkirche, die zu Ehren des Reformators Martin Luther „Martinskirche“ genannt wurde. Die Kirchenglocke wurde 1612 von Gabriel und Zacharias Hilger aus Freiberg gegossen. Als 1617 Weipert dem Königreich Böhmen integriert wurde, setzte sich in der Folgezeit die Gegenreformation durch. Die evangelische Bevölkerung einschließlich ihres Pfarrers verließ daraufhin 1625 den Ort, um sich im benachbarten Sachsen niederzulassen. Die evangelische Martinskirche diente seither unter dem Patrozinium des Martin von Tours dem katholischen Ritus, bis sie 1660 mit Bau der Allerheiligenkirche zur Friedhofskapelle wurde.
Die wirtschaftliche Entwicklung von Weipert ab 1860 veranlasste den vermehrten Zuzug von (vorwiegend evangelischen) Arbeitern aus Sachsen, die seelsorgerisch zunächst noch von der Erlöserkirche in Bärenstein aus betreut wurden. 1900 kam es zur Wiedergründung einer evangelischen Gemeinde, die 1906 zur selbständigen Pfarrei erhoben wurde, nachdem, weitgehend finanziert vom Leipziger Gustav-Adolf-Verein, 1904 bis 1905 der Bau der Pfarrkirche mit zugehörigem Pfarrhaus stattgefunden hatte. Den in exponierter Lage oberhalb der Bahnhofstraße gelegenen Kirchenbau, eine im Stil der Neorenaissance unter Einfluss des Jugendstils errichtete, im Innern mit Emporen ausgestattete Saalkirche mit Eingangsvorhalle und seitlich gesetztem Kirchturm mit hohem Steilhelm, entwarf der aus Leipzig gebürtige Braunschweiger Architekt Max Löwe.
Nach dem Zweiten Weltkrieg gehörte die Kirche zunächst der Tschechoslowakischen Hussitischen Kirche. 1982 wurde die zuletzt ungenutzte Kirche gesprengt, ihren Standort markiert heute ein 2005 aus Anlass der Hundertjahrfeier der Kirchweihe gesetzter Gedenkstein.